# 寶慶公主
寶慶公主（1395年二月初一—1433年正月十一），明朝公主，明太祖朱元璋第十六女，母張氏。

## 生平
皇十六女生于洪武二十八年（1394年），生母张氏:45。《罪惟錄》称山东人美人张玄妙。她是朱元璋最年幼的女儿。出生之前一年，姐姐、皇十五女汝陽公主已出嫁。洪武三十一年（1398年），父亲朱元璋逝世，母亲张氏亦卒。父亲逝世时，有四十多位嫔妃、宫人赐死殉葬。由于父母死亡时间相近，故有作者认为，其母张氏是被赐死殉葬的:45。雖然《罪惟錄》说，朱元璋非常宠爱宝庆公主，所以惟独张美人留下性命免於殉葬。靖难之役，朱棣入南京城，于西宫沟中发现張美人抱着宝慶公主。
靖难之役后，皇十六女的兄长明成祖朱棣即位。朱棣命徐皇后照顧皇妹如同自己的女兒，而她的性情純淑。永樂十一年（1413年）二月初一日，皇妹被册封为宝庆公主。當時千戶趙輝在鎮守金川門，二十有餘，相貌英俊非凡，因此被选为駙馬。公主的嫁妝非常豐厚，是其他公主的好幾倍，而且朱棣此后还常常赐给她大量财寶。婚禮上由比她大十六歲的侄兒皇太子，親自送姑姑寶慶公主到住處。
到了比她小五歲的侄孫明宣宗登基時，受封為寶慶大長公主，且賞賜豐厚，「白金二百兩，鈔萬貫，佇絲十表裏，紗羅各十匹，兜羅綿三匹，西洋布五匹」，直到宣德八年（1433年）去世，享年三十九歲。駙馬趙輝纵情声色，成化十四年（1478年）正月十五去世，享年八十一歲。
2008年9月，宝庆公主的墓在南京南郊板桥赵坟村三山砖瓦厂厂区被发现。墓葬已被破坏，无出土文物。仅余墓志一合，墓盖上篆刻“宝庆大长公主圹志”。结合考古发掘，其墓葬所在应是赵辉家族墓地所在地:45。

## 宝庆大长公主圹志
志文为13行楷书，内容如下:43
“宝庆大长公主圹志/公主，/太祖高皇帝第十六女，/母后孝慈高皇后，生母张氏。公主/生洪武二十八年二月初一/日，永乐十一年二月初一日/册封宝庆公主，下嫁驸马都/尉赵辉。永乐二十二年/仁宗昭皇帝加封宝庆大长公主。/宣德八年正月十一日薨，享/年三十有九。以是年六月初三日奉/敕葬光泽乡之山原，谨志。”